# Stazione di Bedminster (Bristol)
La stazione ferroviaria di Bedminster è la stazione ferroviaria dell'omonimo distretto di Bristol, in Inghilterra. 

## Informazioni

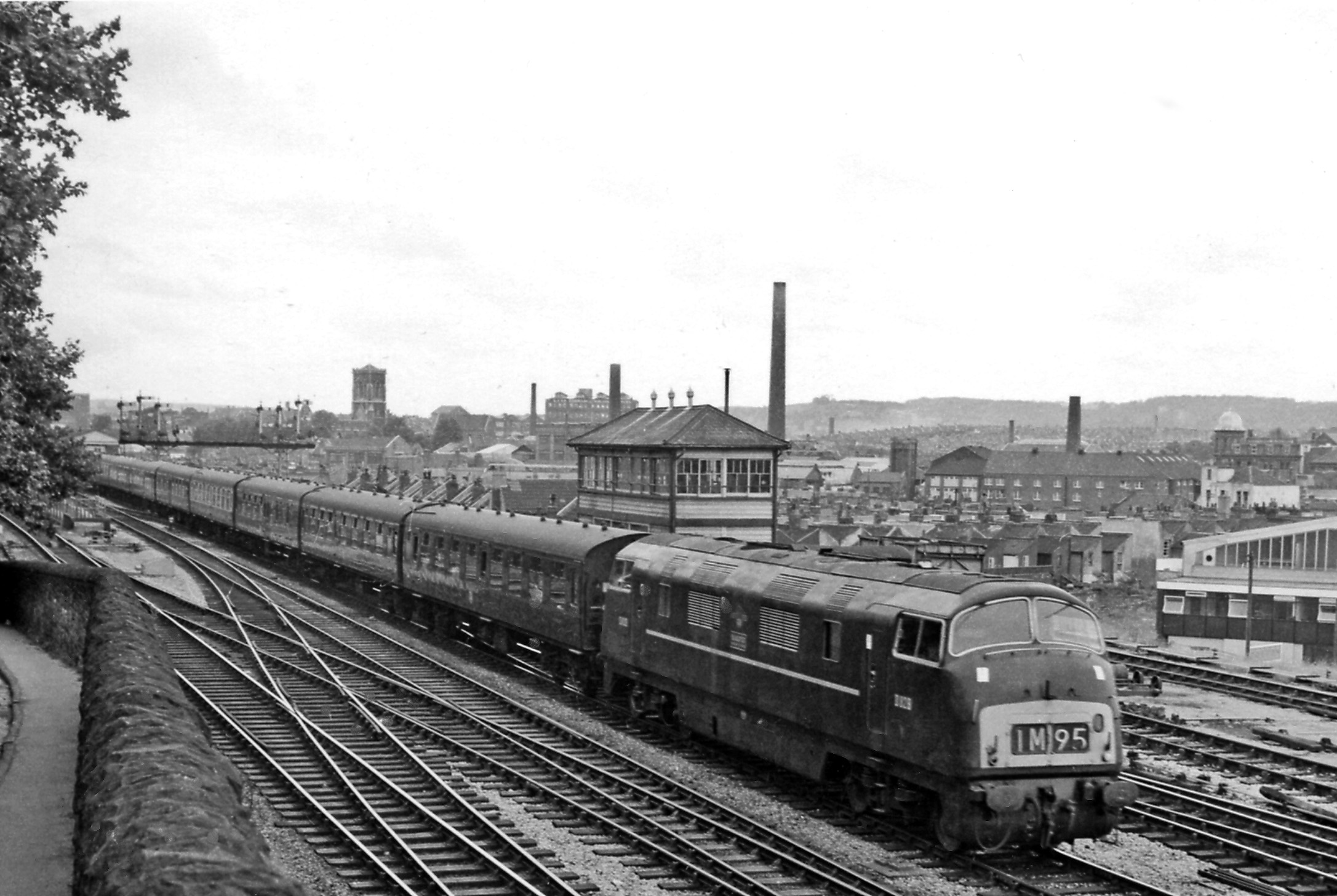
La stazione nel 1963

La stazione è gestita dall'operatore ferroviario Great Western Railway, e dispone di tre banchine per i passeggeri. È stata ricostruita e ampliata nei primi anni '30. Dal 1964 è solo a servizio passeggeri.